# William Lombardy
William James Lombardy (ur. 4 grudnia 1937 w Nowym Jorku, zm. 13 października 2017 w Martinez) – amerykański szachista, były ksiądz katolicki.

## Kariera szachowa
W 1957 jako pierwszy Amerykanin zdobył w Toronto tytuł mistrza świata juniorów, uzyskując niecodzienny rezultat 11 pkt w 11 partiach. Trzy lata później Międzynarodowa Federacja Szachowa przyznała mu tytuł arcymistrza. W latach 1958–1978 reprezentował Stany Zjednoczone na siedmiu olimpiadach szachowych, zdobywając złoty, srebrny i dwa brązowe medale drużynowo oraz złoty (1970) i brązowy (1976) medal indywidualnie. W 1960 zdobył srebrny medal indywidualnych mistrzostw Stanów Zjednoczonych, w 1963 zwyciężył w otwartych mistrzostwach USA, a w 1965 w turnieju tym podzielił I-II m. W 1972 był sekundantem Bobby'ego Fischera w jego meczu o mistrzostwo świata przeciwko Borisowi Spasskiemu.
Do sukcesów Williama Lombardy'ego w międzynarodowych turniejach należą m.in.:
- dz. I m. w otwartych mistrzostwach Kanady
- II m. w Mar del Placie (1958, za Bentem Larsenem)
- dz. II m. w Bogocie (1958)
- dz. II m. w Netanji (1969, za Samuelem Reshevskym, wspólnie z Pálem Benkő i Mato Damjanoviciem)
- dz. III m. w Monte Carlo (1969)
- dz. III m. w Torremolinos (1974, za Eugenio Torrem i Florinem Gheorghiu, wspólnie z Heikki Westerinenem)
- dz. III m. w Reykjaviku (1978, za Walterem Browne'em i Anthony Milesem, wspólnie z Friðrikiem Ólafssonem, Bentem Larsenem i Vlastimilem Hortem)
- III m. w Mariborze (1978)
- dz. II m. w Meksyku (1980)
- II m. w Neskaupstaður (1984, za Helgi Ólafssonem)

Najwyższy ranking w karierze osiągnął 1 stycznia 1978, z wynikiem 2540 punktów dzielił wówczas 44. miejsce na światowej liście FIDE, jednocześnie zajmując 4. miejsce (za Lubomirem Kavalkiem, Walterem Browne'em i Robertem Byrne'em) wśród szachistów amerykańskich. W zestawieniach systemu Chessmetrics najwyższy ranking osiągnął w lutym 1961, z wynikiem 2669 punktów zajmował wówczas 20 m. na świecie.
Od pierwszych lat 90. XX wieku praktycznie nie występował w turniejach klasyfikowanych przez FIDE.